# Niemtsch

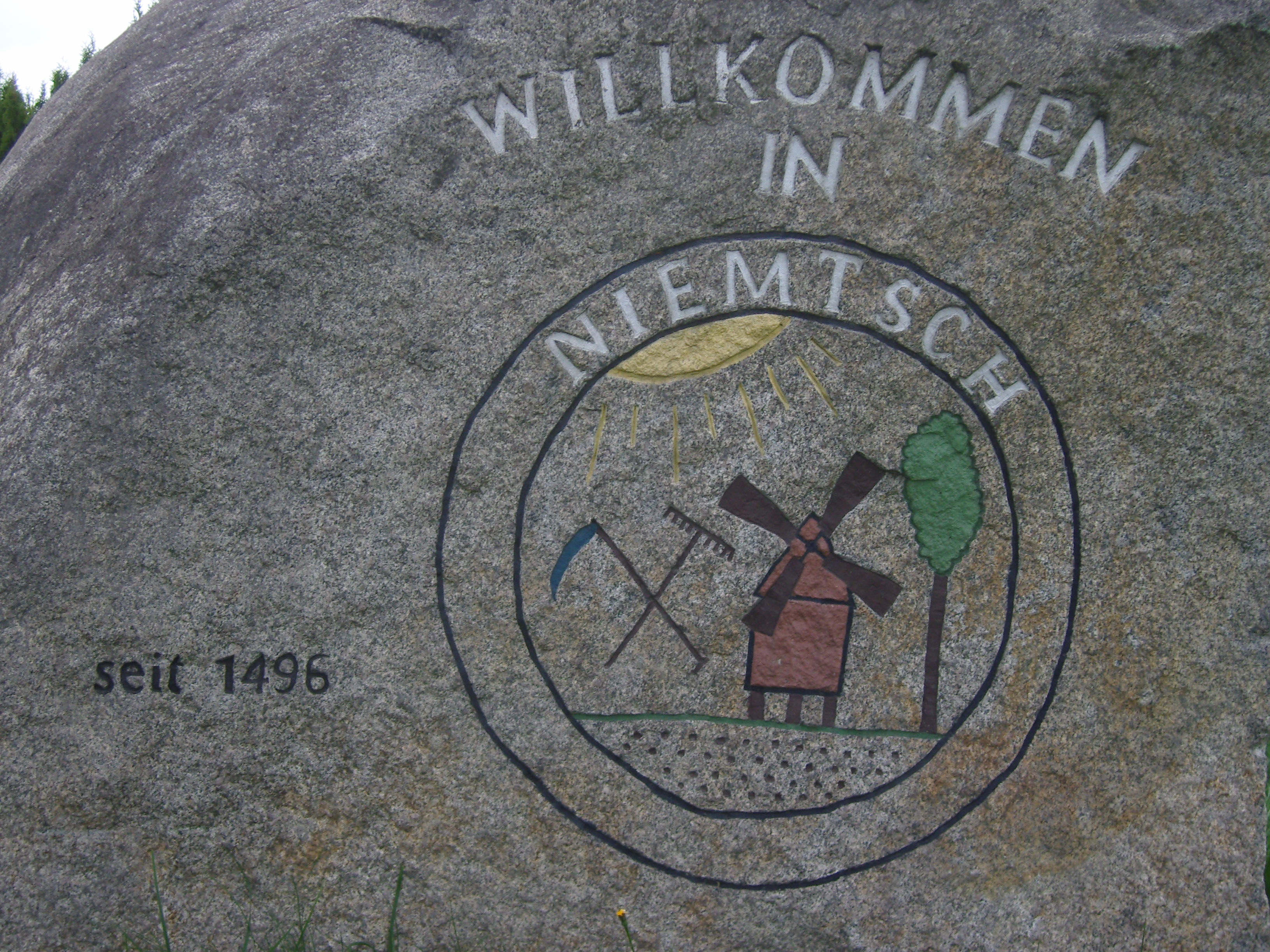
Wappen von Niemtsch

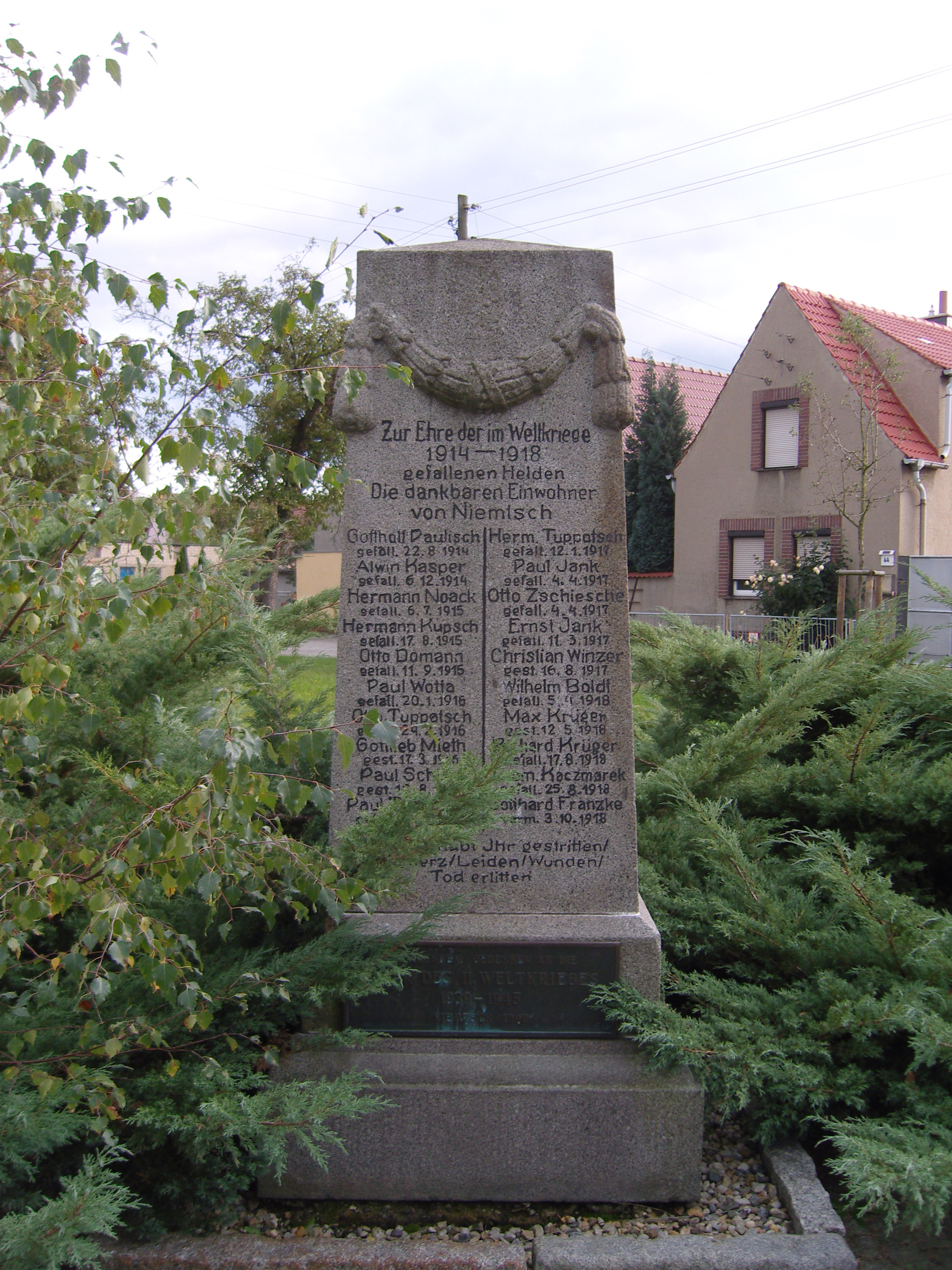
Kriegerdenkmal

Niemtsch, niedersorbisch Nimješk, ist ein Ortsteil der brandenburgischen Kreisstadt Senftenberg im Landkreis Oberspreewald-Lausitz. Er liegt in der nördlichen Oberlausitz direkt am Senftenberger See sowie an der Schwarzen Elster.

## Geschichte

### Deutung und Entwicklung des Ortsnamens
Niemtsch wurde 1496 als Nemjesk erwähnt, abgeleitet von der sorbischen Bezeichnung für „Deutscher“ (Němc bzw. Nimc). Dieser Name täuscht jedoch darüber hinweg, dass der Ort eine sorbische Gründung war. 1733 hatte sich der Name bereits zu Niemitzsch entwickelt.

### Chronik
Niemtsch wurde in einer wald- und wasserreichen Umgebung als sorbisches Rundplatzdorf gegründet. Der Ort verfügte über einen Weinberg mit Weinbergsteichen. 1733 wurde der Amtshauptmann von Senftenberg Friedrich von Götz auf Hohenbocka mit Niemtsch belehnt.
Im Jahr 1938 begann im Tagebau Niemtsch die Braunkohleförderung. Kurz vor Ende des Zweiten Weltkrieges 1945 wurde der Tagebau mutwillig geflutet. Am 1. Dezember 1945 konnte mit der Kohleförderung wieder begonnen werden. Der letzte Kohlezug verließ den Tagebau am 15. Mai 1966. Anschließend wurde der Tagebau geflutet und in den Senftenberger See umgewandelt.
Am 1. Januar 1974 wurde Niemtsch in den Nachbarort Brieske eingegliedert. Am 6. Mai 1990 kam es jedoch wieder zur Ausgliederung von Niemtsch. Mit Ablauf des 30. Dezember 2001 wurden beide Orte nach Senftenberg eingemeindet. Von 1992 bis Ende 2001 gehörte Niemtsch zum Amt Am Senftenberger See.
Seit dem 9. September 2016 gehört Niemtsch zu dem das Prädikat Staatlich anerkannter Erholungsort tragenden Stadtbereich von Senftenberg.

### Bevölkerungsentwicklung
| Einwohnerentwicklung in Niemtsch von 1875 bis 2000 | Einwohnerentwicklung in Niemtsch von 1875 bis 2000 | Einwohnerentwicklung in Niemtsch von 1875 bis 2000 | Einwohnerentwicklung in Niemtsch von 1875 bis 2000 | Einwohnerentwicklung in Niemtsch von 1875 bis 2000 | Einwohnerentwicklung in Niemtsch von 1875 bis 2000 | Einwohnerentwicklung in Niemtsch von 1875 bis 2000 | Einwohnerentwicklung in Niemtsch von 1875 bis 2000 | Einwohnerentwicklung in Niemtsch von 1875 bis 2000 | Einwohnerentwicklung in Niemtsch von 1875 bis 2000 | Einwohnerentwicklung in Niemtsch von 1875 bis 2000 | Einwohnerentwicklung in Niemtsch von 1875 bis 2000 |
| Jahr                                               | Einwohner                                          | Jahr                                               | Einwohner                                          | Jahr                                               | Einwohner                                          | Jahr                                               | Einwohner                                          | Jahr                                               | Einwohner                                          | Jahr                                               | Einwohner                                          |
| -------------------------------------------------- | -------------------------------------------------- | -------------------------------------------------- | -------------------------------------------------- | -------------------------------------------------- | -------------------------------------------------- | -------------------------------------------------- | -------------------------------------------------- | -------------------------------------------------- | -------------------------------------------------- | -------------------------------------------------- | -------------------------------------------------- |
| 1875                                               | 200                                                | 1933                                               | 362                                                | 1964                                               | 303                                                | 1989                                               | –                                                  | 1993                                               | 238                                                | 1997                                               | 303                                                |
| 1890                                               | 250                                                | 1939                                               | 370                                                | 1971                                               | 278                                                | 1990                                               | 201                                                | 1994                                               | 265                                                | 1998                                               | 326                                                |
| 1910                                               | 300                                                | 1946                                               | 389                                                | 1981                                               | –                                                  | 1991                                               | 210                                                | 1995                                               | 291                                                | 1999                                               | 328                                                |
| 1925                                               | 368                                                | 1950                                               | 364                                                | 1985                                               | –                                                  | 1992                                               | 222                                                | 1996                                               | 305                                                | 2000                                               | 342                                                |

Gemäß der Statistik von Arnošt Muka hatte Niemtsch 1885 insgesamt 320 Einwohner, davon 210 Sorben (66 %) und 110 Deutsche.

## Sehenswürdigkeiten und Tourismus

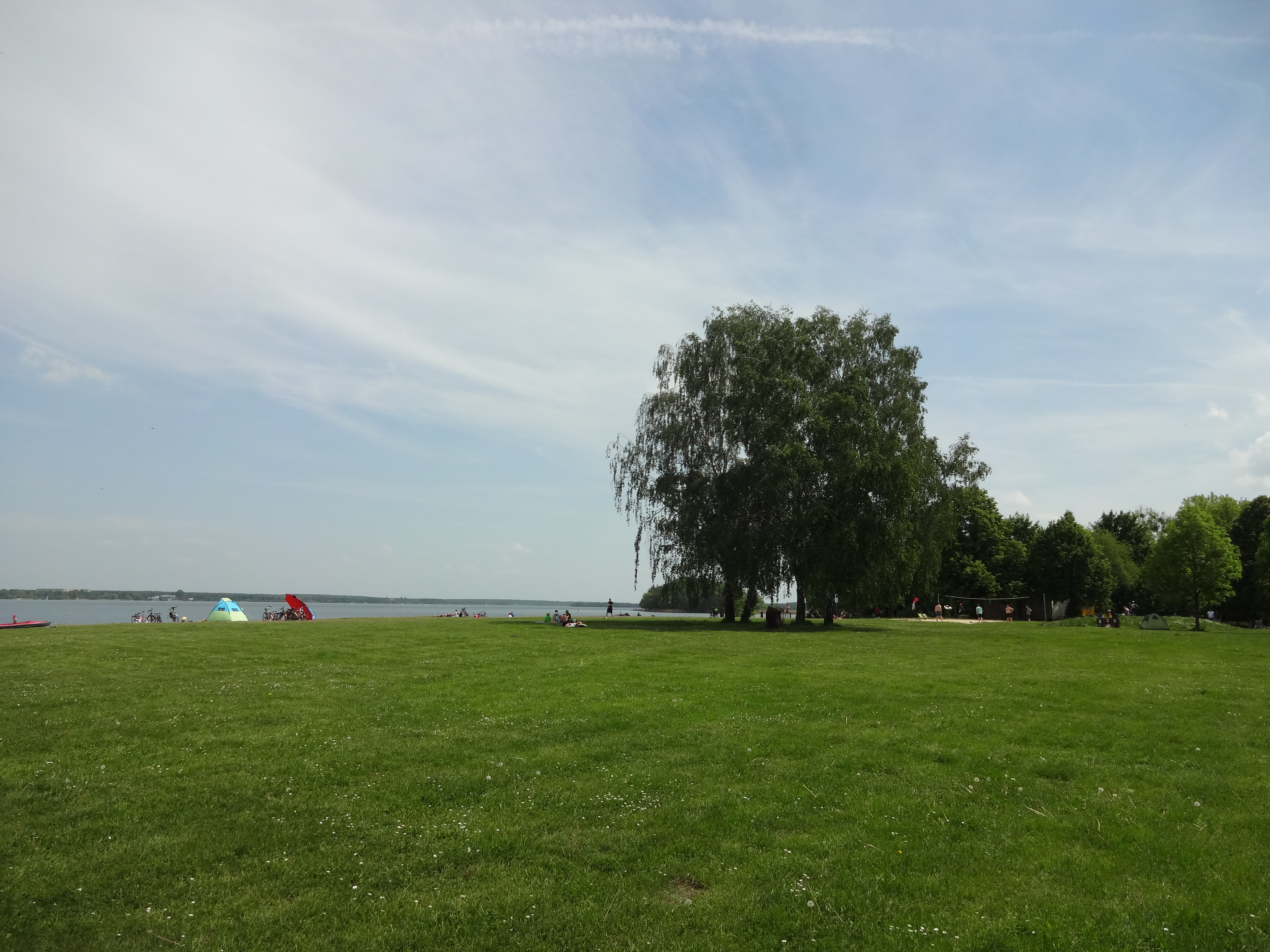
Niemtscher Strand am Senftenberger See

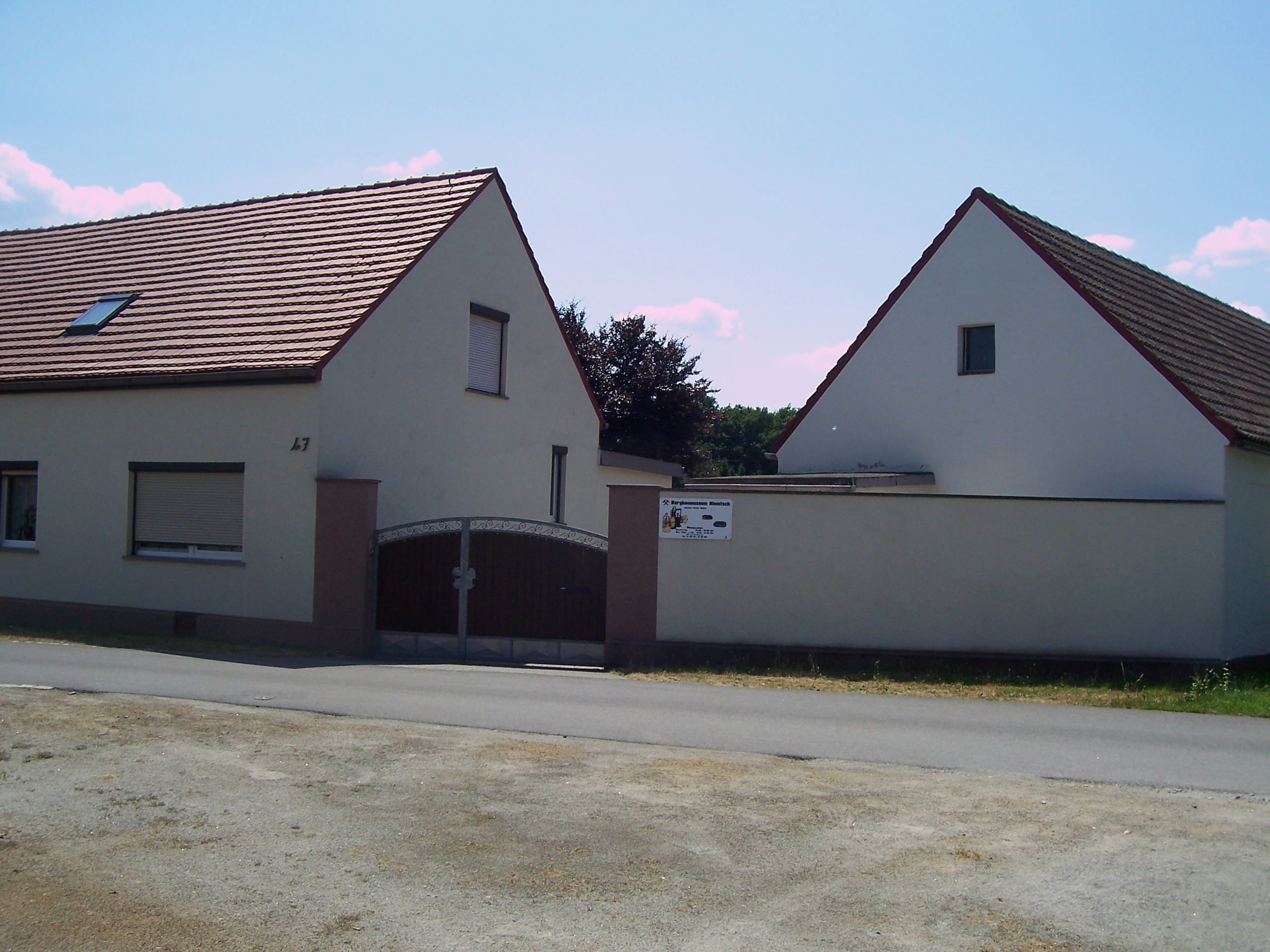
Eingang zum damaligen Bergbaumuseum in Niemtsch

In Niemtsch gibt es eine Anlegestelle für das Motorschiff Santa Barbara, das auf dem Senftenberger See Rundfahrten anbietet. Unweit der Anlegestelle befindet sich ein Campingplatz. Die direkt am Senftenberger See gelegene Gaststätte Niemtscher Mühle ist vor allem im Sommer ein beliebtes Ausflugsziel bei Radwanderern.
Anlässlich der 500-Jahr-Feier von Niemtsch wurde am 1. Juli 1996 das private Bergbaumuseum Niemtsch eröffnet. Geleitet wurde es von Dieter Müller, der in seiner 45-jährigen Tätigkeit im Braunkohlebergbau zeitgenössische Gegenstände des Bergbaus gesammelt hat. Zur Sammlung gehören etwa 1250 Briketts, vor allem Schmuck-, Sonder- und Zierbriketts. Darunter befinden sich wertvolle Stücke und einmalige Exemplare, beispielsweise das erste Brikett der Firma „Henkel“ aus dem Jahr 1871. Darüber hinaus enthält die Sammlung Bergmannslampen, Steigerhäckel und weitere Bergmannsutensilien sowie grafische Darstellungen von bergmännischen Produktionsabläufen. Zwischenzeitlich wurde das Bergbaumuseum geschlossen. Sobald die Stadt Senftenberg einen geeigneten Ort gefunden hat, wird die Sammlung als Leihgabe dort ausgestellt.
Auf dem Dorfanger befindet sich ein Kriegerdenkmal für die Gefallenen des Ersten Weltkriegs mit einer Ergänzungstafel für die Gefallenen des Zweiten Weltkriegs.

### Niemtscher Park und Rittergut

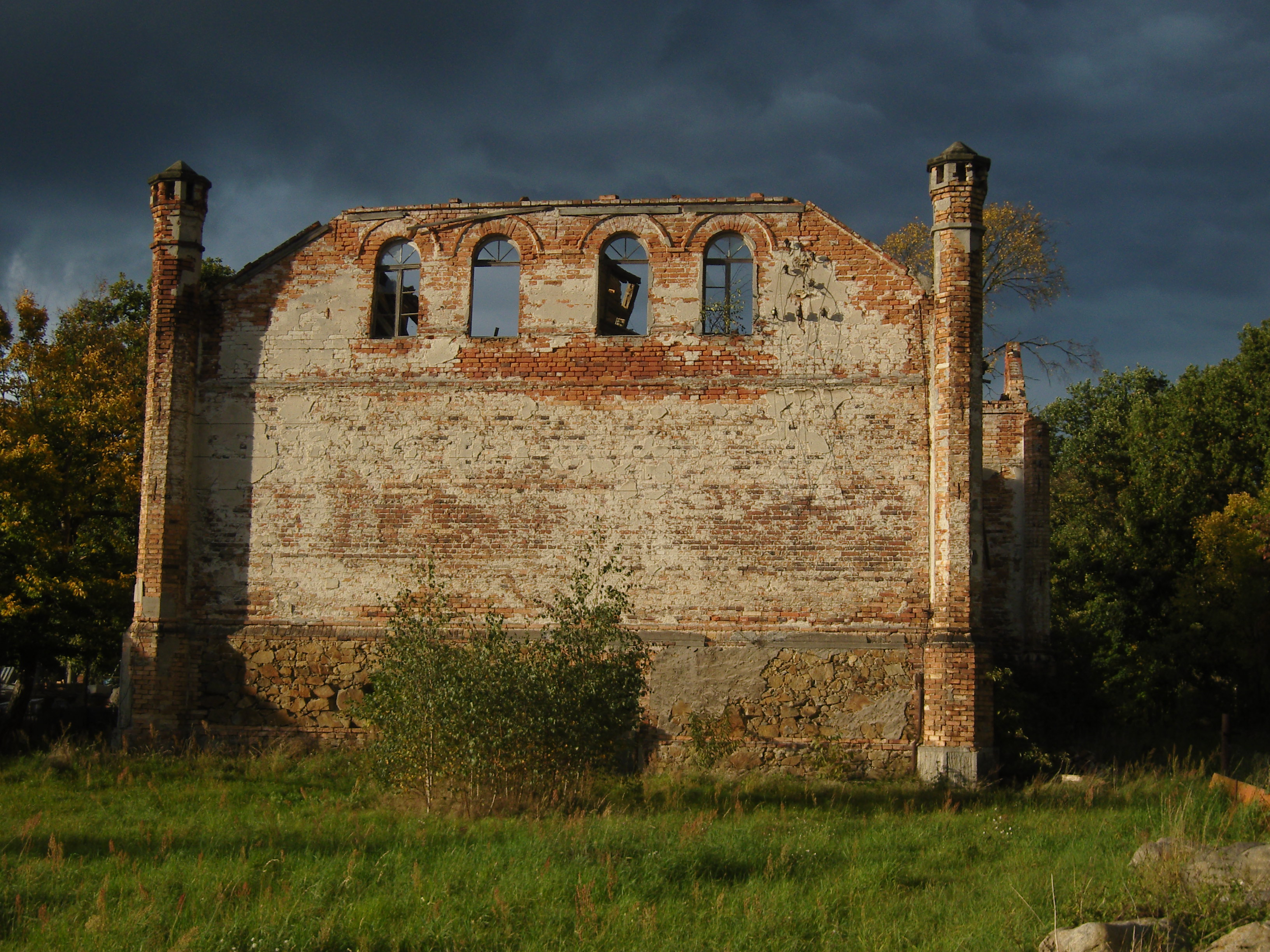
Ruine des Gutshauses

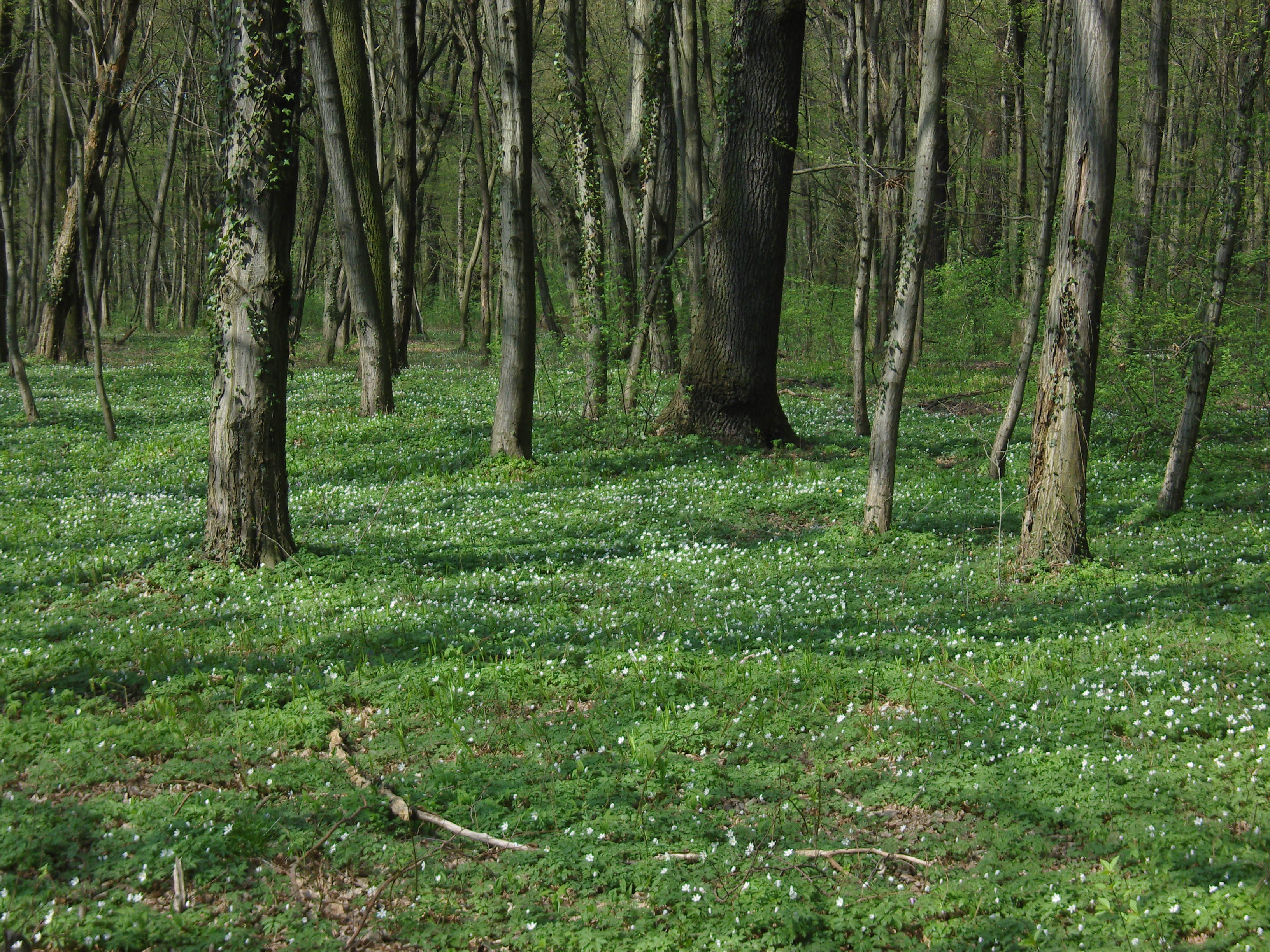
Niemtscher Park mit blühenden Buschwindröschen

In Niemtsch gab es ein Rittergut mit Schlosspark. Das dazugehörige Herrenhaus, die Stallungen und die Nebengebäude wurden Ende 2011 abgerissen. Das Herrenhaus wurde von 1820 bis 1840 im klassizistischen Stil erbaut. Lehnsherr war die Familie von Götz.
Der 17 Hektar große Niemtscher Park verfügt über einen alten Bestand an Laubbäumen. Im Park ist ein Naturlehrpfad eingerichtet. Der einstige Schlosspark diente wahrscheinlich als Waldweide für die herrschaftlichen Tiere. Der Park ist heute ein kleiner Rest der dichten und artenreichen urwüchsigen Auenwälder, die sich einstmals entlang der Schwarzen Elster hinzogen. Im Frühjahr ist der Waldboden von einem Anemonenteppich überzogen und leuchtet in seiner weißen Farbe. Der Park ist Lebensraum für zahlreiche Pflanzen und Tiere. Park und Gutshaus gehören zu den Baudenkmalen in Senftenberg.